# Okra
Okra (Abelmoschus esculentus) är en art i familjen malvaväxter. Det är en ettårig eller flerårig ört med ursprung i tropiska Afrika. Numera odlas den i flera tropiska och subtropiska områden. Frukten är en ljusgrön, femrummig, mångfröig och cirka 8 centimeter lång kapsel. Den omogna frukten äts rå eller kokad. Hela växten innehåller slemämnen, vilken gör den (hela växten) lämplig som konsistensgivare i bland annat såser. Den är vanlig i cajunköket.
Tidigare placerades den i släktet hibiskusar, varför man ibland påträffar den med dess synonyma namn Hibiscus esculentus.  
Växten är en upp till två meter hög buskliknande och tvåårig ört. Blommorna är stora, gula och i sin centrala del röda.

## Externa länkar

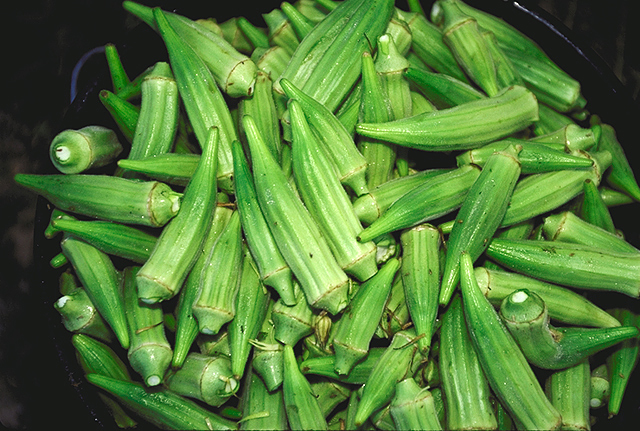
Råa okra-frukter